# Vandopsis shanica
Vandopsis shanica là một loài thực vật có hoa trong họ Lan. Loài này được (Phillimore & W.W.Sm.) Garay miêu tả khoa học đầu tiên năm 1974.